# Embankment (Metropolitano de Londres)
Embankment é uma estação das linhas: Bakerloo line, Circle line, District line e Northern line do Metropolitano de Londres, na zona 1. Ela está localizada em Victoria Embankment e Charing Cross na Cidade de Westminster.
Ela permite conexões com trens das estações de Charing Cross, Waterloo East e Londres-Waterloo; também com barcos de navegação fluvial em Embankment Pier.